# Список президентів Італії
Список Президентів Італії:

## Сучасна Італія
|  | Представник Демократичної партії (С. Матарелла) | Представник Лівих демократів (Дж. Наполітано) | Представник Соціалістичної партії (А. Пертіні) | Представник Соціал-демократичної партії (Дж. Сарагат) | Незалежний кандидат (К. А. Чампі) | Представники Християнсько-демократичної партії (Дж. Гронкі, А. Сеньї, Дж. Леоне, Ф. Коссіга, О. Л. Скальфаро) | Представники Ліберальної партії (Е. де Нікола, Л. Ейнауді) |

| №    | Ім'я                   | Фото | Кількість турів голос. | Результати голосування                                  | Початок повноважень | Закінчення повноважень | Партія                    | Штандарт | Довічний сенатор                             |
| ---- | ---------------------- | ---- | ---------------------- | ------------------------------------------------------- | ------------------- | ---------------------- | ------------------------- | -------- | -------------------------------------------- |
| I    | Енріко де Нікола       |      | 1                      | 72,9 % (405 голосів із 556)                             | 1 липня 1946        | 12 травня 1948         | Ліберальна                |          | 1 жовтня 1959                                |
| II   | Луїджі Ейнауді         |      | 4                      | 59,4 % (518 голосів із 872)                             | 12 травня 1948      | 11 травня 1955         | Ліберальна                |          | 30 жовтня 1961                               |
| III  | Джованні Гронкі        |      | «'4»'                  | 78,9 % (658 голосів із 883)                             | 11 травня 1955      | 11 травня 1962         | Християнсько-демократична |          | 17 жовтня 1978                               |
| IV   | Антоніо Сеньї          |      | 9                      | 52,6 % (443 голоси з 842)                               | 11 травня 1962      | 6 грудня 1964          | Християнсько-демократична |          | 1 грудня 1972                                |
| V    | Джузеппе Сарагат       |      | 21                     | 68,9 % (646 голосів із 937)                             | 29 грудня 1964      | 29 грудня 1971         | Соціал-демократична       |          | 11 червня 1988                               |
| VI   | Джованні Леоне         |      | 23                     | 52,0 % (518 голосів із 996)                             | 29 грудня 1971      | 15 червня 1978         | Християнсько-демократична |          | 9 2001 Був довічним сенатором з 1967 по 1971 |
| VII  | Алессандро Пертіні     |      | 16                     | 83,6 % (832 голоси з 995)                               | 9 липня 1978        | 29 червня 1985         | Соціалістична             |          | 24 лютого 1990                               |
| VIII | Франческо Коссіґа      |      | 1                      | 76,6 % (752 голоси з 997)                               | 3 липня 1985        | 28 квітня 1992         | Християнсько-демократична |          | 17 серпня 2010                               |
| IX   | Оскар Луїджі Скальфаро |      | 16                     | 66,3 % (672 голоси з 1014)                              | 28 травня 1992      | 15 травня 1999         | Християнсько-демократична |          | 29 січня 2012                                |
| X    | Карло Адзеліо Чампі    |      | 1                      | 77,7 % (707 голосів із 990)                             | 18 травня 1999      | 15 травня 2006         | Незалежний                |          | 16 вересня 2016                              |
| XI   | Джорджо Наполітано     |      | 4 6                    | 54,8 % (543 голоси з 990) 73,28 % (738 голосів із 1007) | 15 травня 2006      | 14 січня 2015          | Ліві демократи            |          | 22 вересня 2023                              |
| ХІІ  | Серджо Матарелла       |      | 4                      | 66,8 % (665 голосів з 995)                              | 3 лютого 2015       | нині на посаді         | Демократична партія       |          |                                              |